# Ras Jebel
Ras Jebel o Ras El Djebel (àrab: رأس الجبل, Raʾs al-Jabal) és una ciutat de Tunísia a la costa nord, situada uns 20 km a l'est de Bizerta, a la governació homònima. És capçalera d'una delegació que inclou els territoris entre Ras Zebib i la península de Raf Raf. La municipalitat té 25.553 habitants i la delegació 49.100 (2004).

## Geografia
La delegació inclou el cap de Ras el Djebel, literalment ‘cap de la muntanya’, que es considera que és on s'acaba l'Atles.

## Economia
L'economia n'és agrícola amb cultius d'horta i fruiters, tot i que en els darrers anys el turisme ha substituït l'agricultura com a primera activitat. També hi ha ramaderia, indústria tèxtil i altres activitats industrials a petit nivell.

## Història
La ciutat va ser fundada al segle xiv per andalusins expulsats de la península Ibèrica. Els habitants de la ciutat es diuen ghwalbia en referència a la tribu àrab dels Banu Ghàlib, de la regió de Saragossa.

## Administració
És el centre de la delegació o mutamadiyya homònima, amb codi geogràfic 17 64 (ISO 3166-2:TN-12), dividida en set sectors o imades:
- Ras El Djebel Nord (17 64 51)
- Ras El Djebel Sud (17 64 52)
- Metline (17 64 53)
- Metline Ouest (17 64 54)
- Sounine (17 64 55)
- Rafraf (17 64 56)
- El Garia (17 64 57)

Al mateix temps, forma una municipalitat o baladiyya (codi geogràfic 17 21), que s'estén per dos dels set sectors o imades de la delegació o mutamadiyya:
- Ras El Djebel Nord (17 64 51)
- Ras El Djebel Sud (17 64 52)